# Kevin Stöger
Kevin Stöger, né le 27 août 1993 à Steyr, est un footballeur autrichien qui évolue au poste de milieu offensif au Borussia Mönchengladbach.